# Eunoe macrophthalma
Eunoe macrophthalma är en ringmaskart som beskrevs av McIntosh 1924. Eunoe macrophthalma ingår i släktet Eunoe och familjen Polynoidae. Inga underarter finns listade i Catalogue of Life.